# 鄭逑 (嘉靖進士)
鄭逑（1508年—？），字世美，號崑東，福建福州府闽县人，民籍。明朝政治人物。

## 生平
嘉靖十六年（1537年）丁酉科福建乡试第四名舉人。嘉靖二十九年（1550年）庚戌科会试第二百五十六名，二甲二十七名進士。授工部主事，歷官工部郎中，升廣東布政使司參議，調貴州按察司僉事。四十四年正月以考察閑住。

## 軼事
其女婿謝肇淛在《五雜俎》中記載了道士為其預言科目的奇事。

## 家族
曾祖鄭仕清。祖父鄭琳，成化四年舉人，官象山知县。父鄭覺。母林氏。慈侍下。兄鄭造。